# Pesquera (kommun i Spanien, Kantabrien)
Pesquera är en kommun i Spanien. Den ligger i den autonoma regionen Kantabrien i norra delen av landet, 300 km norr om huvudstaden Madrid. Antalet invånare är 70 (2024).